# Eumesogrammus praecisus
Eumesogrammus praecisus és una espècie de peix de la família dels estiquèids i l'única del gènere Eumesogrammus. Fa 22 cm de llargària màxima. Menja crustacis.

## Hàbitat i distribució geogràfica
És un peix marí, bentopelàgic (sobre els substrats sorrencs, de grava i de pedra entre 5 i 400 m de fondària) i de clima polar (82°N-51°N), el qual viu a la mar dels Txuktxis, el Pacífic nord (el mar d'Okhotsk, el nord-est de l'illa de Sakhalín, el mar de Bering i les costes àrtiques dels Territoris del Nord-oest -el Canadà- i d'Alaska) i l'Atlàntic nord-occidental (des de les badies de Hudson i Ungava fins al Quebec, el golf de Sant Llorenç, la península del Labrador -el Canadà- i l'oest de Groenlàndia).

## Observacions
És inofensiu per als humans.